# غريغوار كولن
غريغوار كولن (بالفرنسية: Grégoire Colin)‏ هو كاتب سيناريو وممثل فرنسي، ولد في 27 يوليو 1975 في فرنسا.

## أعمال

### أفلام
- (1994) الملكة مارغو
- (2012) أوغسطين

## وصلات خارجية
- غريغوار كولن على موقع IMDb (الإنجليزية)
- غريغوار كولن على موقع روتن توميتوز (الإنجليزية)
- غريغوار كولن على موقع ألو سيني (الفرنسية)
- غريغوار كولن على موقع أول موفي (الإنجليزية)
- غريغوار كولن على موقع قاعدة بيانات الأفلام السويدية (السويدية)
- غريغوار كولن على موقع قاعدة بيانات الفيلم (الإنجليزية)
- غريغوار كولن على موقع كينوبويسك (الروسية)